# 布伦塔河畔泰泽
布伦塔河畔泰泽（義大利語：Tezze sul Brenta），是意大利威尼托大区维琴察省的一个市镇。总面积18平方公里，人口12569人，人口密度698.3人/平方公里（2009年）。国家统计（ISTAT）代码为024104。